# Liste der Naturschutzgebiete Osttimors

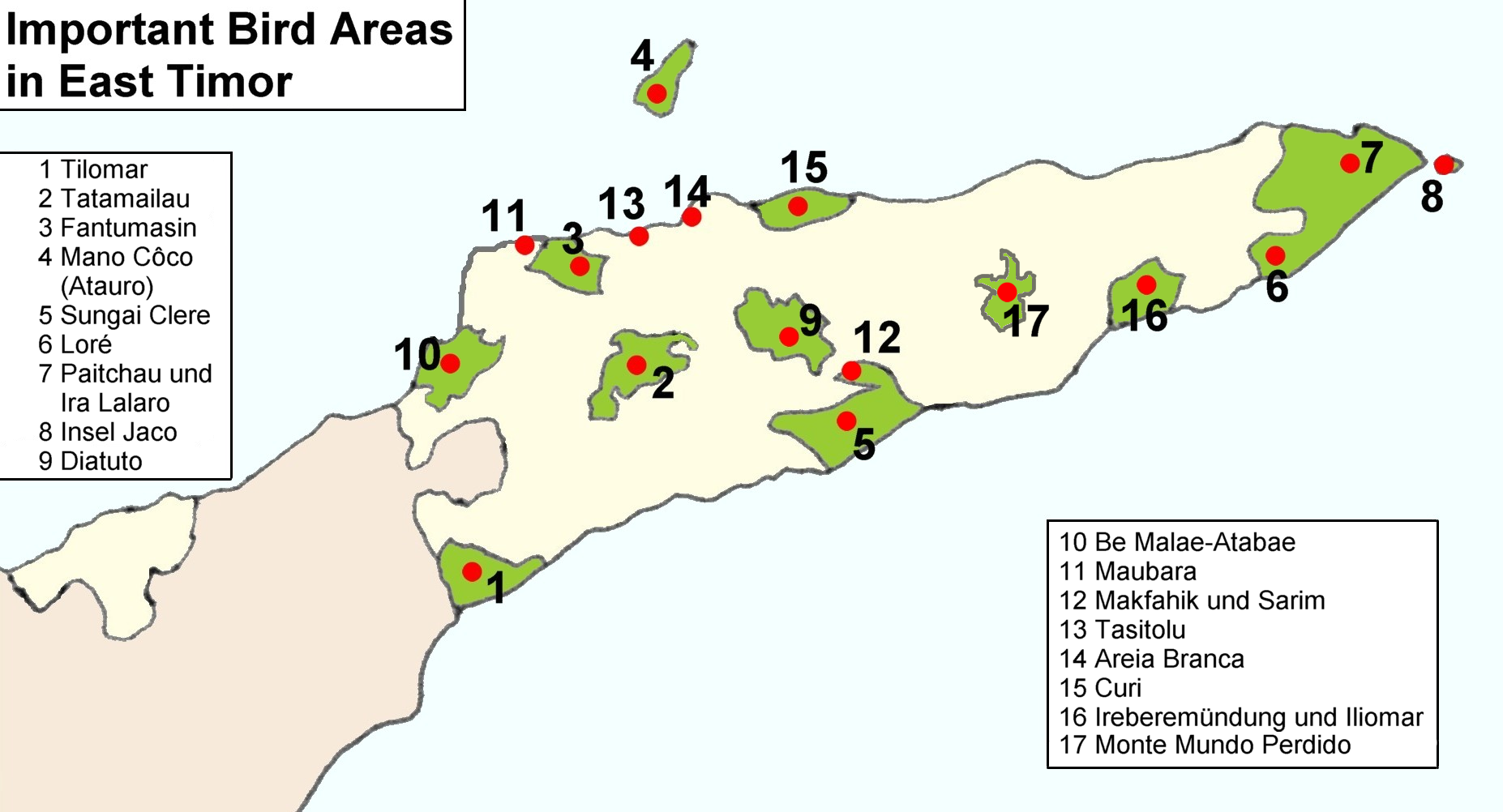
Important Bird Areas in Osttimor

Diese Liste führt die Naturschutzgebiete Osttimors auf.

## Geschichtliche Entwicklung
1983 wurden unter der indonesischen Verwaltung drei Naturreservate geschaffen.
2000 gründete die UNTAET 15 Wildschutzgebiete (Protected Natural Areas PNA). Sie sind auch durch das Gesetz des unabhängigen Osttimors geschützt. Sowohl auf See, als auch auf dem Land sollen sie Landschaften, seltene Arten und kulturelle Werte schützen. Darunter zählen ebenso Korallen, Feuchtgebiete und Mangroven, wie historisch, kulturell und künstlerisch bedeutende Orte. Die drei ursprünglichen Reservate wurden ebenfalls in die Liste aufgenommen. Am 27. Juli 2007 wurde der erste Nationalpark des Landes gegründet, der Nationalpark Nino Konis Santana. Am 20. Oktober 2015 kam der Nationalpark Kay Rala Xanana Gusmão dazu.
Außerdem wurden von BirdLife International 17 Important Bird Areas ausgewiesen, sind aber nicht gesetzlich geschützt. Sie haben zusammen eine Fläche von 2013 km², was 13,4 % der Landfläche Osttimors entspricht.
Die Verwaltung der Naturschutzgebiete obliegt dem Landwirtschafts- und Fischereiministerium Osttimors.

## Übersicht
| Wildschutzgebiete in Osttimor |                                            | |                    |
| Name | Typ                                        | Beschreibung | Gemeinde           |
| Areia Branca | Wildschutzgebiet, Important Bird Area      | Strand und Hinterland | Dili               |
| Be Malae-Atabae | Important Bird Area                        | Wald und Feuchtgebiet | Bobonaro           |
| Cristo Rei | Wildschutzgebiet, Important Bird Area      | Strand und das Hinterland (Savanne und Feuchtgebiet) | Dili               |
| Curi | Important Bird Area                        | Berg, Wald, Terrassenfelder, Savanne | Dili, Manatuto     |
| Diatuto | Wildschutzgebiet, Important Bird Area      | Gipfel und der umliegende Wald | Manatuto           |
| Ireberemündung und Iliomar | Important Bird Area                        | Wald und Felder | Lautém, Viqueque   |
| Fatumasin (Fantumasin) | Naturreservat, Important Bird Area         | Gipfel und der umliegende Wald | Liquiçá, Ermera    |
| Nationalpark Kay Rala Xanana Gusmão | Nationalpark (ehemaliges Wildschutzgebiet) | Gipfel der Cablac-Berge und umliegende Wald. Insgesamt 126,23 km² in den Sucos Leolima, Mauchiga, Soro, Grotu, Rotuto, Dai-Sua, Letefoho und Holarua.                                                                                               | Ainaro, Manufahi   |
| Malobu | Naturreservat                              | Gipfel mit dem gesamten Gebiet über 2000 Meter Höhe und der umliegende Wald | ?                  |
| Mano Côco (Atauro) | Naturreservat, Important Bird Area         | Gipfel und umliegendes Gebiet mit Felder, Savannen und Wald | Atauro             |
| Matebian | Wildschutzgebiet                           | Gipfel mit dem gesamten Gebiet über 2000 Meter Höhe und der umliegende Wald | Baucau             |
| Maubara | Important Bird Area                        | Maubarasee und Umland | Liquiçá            |
| Makfahik und Sarim | Important Bird Area                        | Berge und Wald | Manatuto           |
| Monte Mundo Perdido | Important Bird Area, Wildschutzgebiet      | Gipfel und der umliegende Bergwald mit 22 in der Region endemischen Vogelarten. Zum 16.100 Hektar großen Gelände gehört auch der Berg Laritame, fünf Kilometer nördlich.                                                                            | Viqueque, Baucau   |
| Nationalpark Nino Konis Santana: beinhaltet u. a. die Important Bird Areas Paitchau und Lore, sowie die Insel Jaco, den See Ira Lalaro, das Wildschutzgebiet von Tutuala und im Meer Teile des Korallendreieck. | Nationalpark                               | 123.600 Hektar (68.000 Hektar Landfläche und 55.600 Hektar Meer): Paitchau: Flachlandregenwald, Sumpf; Lore: Wald und Felder; Ira Lalaro: Der größte See Osttimors; Jaco: Insel mit den umgebenden Felsen, Riffen und Über- und Unterwasserbereiche | Lautém             |
| Saboria (Sadoria) | Wildschutzgebiet                           | Gipfel mit dem gesamten Gebiet über 2000 Meter Höhe und der umliegende Wald | Ainaro             |
| Clerec (Sungai Clere) | Wildschutzgebiet, Important Bird Area      | Fluss | Manufahi, Manatuto |
| Tasitolu | Friedenspark, Important Bird Area          | drei Salzseen | Dili               |
| Tatamailau | Wildschutzgebiet, Important Bird Area      | Gipfel mit dem gesamten Gebiet über 2000 Meter Höhe und der umliegende Wald | Ermera, Ainaro     |
| Tilomar | Naturreservat, Important Bird Area         | Waldgebiet | Cova Lima          |

## Belege
- UNTAET Regulation No. 2000/19 - On protected places (Memento vom 18. Oktober 2000 im Internet Archive) (PDF-Datei; 39 kB)
- BirdLife International: Timor-Leste